# Bar mitzva
En bar mitzva (eller bat mitzva for piger) er en jødisk ceremoni.
Den afholdes for en jødisk dreng, når han er fyldt 13 år, mens en jødisk pige blot skal være 12 år. Ceremonien betyder, at de nu "kan træde ind i de voksnes rækker". Indenfor kristendommen finder man den tilsvarende konfirmation.
Modsat f.eks. kristen konfirmation vælger en jødisk dreng ikke, om han vil blive bar mitzva eller ej. "Bar mitzva" betyder egentlig "søn af forpligtelser" (egen oversættelse), og det er således et spørgsmål om en række forpligtelser/love/religiøse bud, som træder i kraft for drengens vedkommende, idet han fylder 13 år. Blandt disse kan nævnes:
- At faste på jødiske helligdage
- At bede de tre daglige bønner
- At tage sig af sociale forpligtelser (fx sygebesøg, ældreomsorg osv.)

Der er dog også en række "privilegier", der først gælder, når den jødiske dreng bliver 13 år (og dermed træder ind i "de voksnes rækker"); drengen kan f.eks. tælle med blandt de 10 mand, der er påkrævet, før en jødisk gudstjeneste kan finde sted.